# Gualterus Woutersz
Gualterus Woutersz est un gouverneur intérimaire du Ceylan néerlandais.